# Julianus barát
Julianus barát magyar Domonkos-rendi szerzetes volt, aki néhány szerzetestársával két utazást tett, hogy megtalálják azokat a magyarokat, akik a krónikák szerint a keleti őshazában maradtak.
A Julianus barát két útjáról készült feljegyzéseket a vatikáni levéltár őrzi. 
Az első útról (1235–1236) Pater Richardus – valószínűleg Julianus felettese – írt jelentést a pápai kúria számára, a második útról (1237–1238) maga Julianus írt feljegyzést („Levél a tatárok életéről”). 
A kéziratokat Cseles Márton magyar jezsuita fedezte fel újra a vatikáni levéltárban, 1695-ben, de felfedezése kiadatlan maradt. Ötven évvel később, 1745-ben Desericzky Ince piarista szerzetes újból rábukkant a kéziratokra, és 1748-ban kiadta azokat „De initiis ac majoribus Ungarorum” c. művének második kötetében. A Gesta Hungarorum tényektől gyakran teljesen elrugaszkodó gazdag fantáziavilága és ebből következő megbízhatatlansága okán már a keleti magyarokat felkereső Julianus barát is kortársaihoz hasonlóan az egy évszázaddal korábbi, és ezért jóval megbízhatóbbnak tartott „Keresztény Magyarok Cselekedetei” c. munkában (a késő középkorban elveszett) fellelhető információkat használta fel kutatásai során.

## Előzmények
A III. Honorius pápa által 1216-ban engedélyezett Szent Domonkos-rend Magyarországon 1221-ben kezdte el működését a Bolognában kánonjogot tanult, majd hazatért Paulus Ungarus (Magyarországi Pál) munkássága révén. A Pál atya által szervezett rendtartomány sikeres volt, mert pár év múlva már képes volt misszionáriusokat küldeni a Szörénységbe, majd a Keleti-Kárpátokon túlra, a kunok földjére. Ez utóbbiak nem örültek a térítő papok érkezésének, visszaűzték őket.
Dzsingisz kán 1219-ben hadjáratot vezetett a Hvárezmi Birodalom ellen, s ennek folyományaként a Szubotáj és Dzsebe vezetésével nyugati felderítő hadjáratra küldött mongol hadseregrész 1221-ben Grúziában és Azerbajdzsánban pusztított, majd 1222-ben átkelt a derbenti szoroson a Kaukázus északi előterébe, ahol előbb a kunokkal szövetségben az alánok és cserkeszek ellen, majd az orosz fejedelmek és a Kötöny kun fejedelem által vezetett kunok szövetsége ellen harcolt, akik ellen 1223 tavaszán a Kalka menti csatában megsemmisítő győzelmet arattak. Ezután még kifosztották a Krímben Szudak kereskedőváros raktárait, majd keletre vonultak és csatlakoztak Dzsingisz kánnak a Talasz és Csu mellett várakozó seregéhez.
A kunok egy része behódolt és betagolódott a mongol seregbe, mások a Dnyepertől nyugatra menekültek. Barsz kun fejedelem is megkeresztelkedett, és elismerte a magyar király fennhatóságát. 1228-ban a kun területek névleg már Béla erdélyi herceg, a későbbi IV. Béla (1235–1270) kormányzása alá tartoztak. 1229-ben Róbert esztergomi érsek felállította a milkói kun püspökséget (kb. a mai Csángóföldön). Bélának további expanziós tervei voltak, és a keletről menekülő kunoktól is valószínűleg kapott információkat keleten rekedt magyarokról. Így felmerült az ő felkeresésüknek a kérdése és a keresztény hitre térítése.
1231–1234 között Ottó barát negyedmagával a Dnyeper-Donyec vidékéig jutott, de csak egyedül tért haza nagybetegen, miután kereskedőnek álcázta magát. Feljegyzéseket nem hagyott, de a hazatérése utáni 8 nap alatt, amennyit élt, beszámolt utazási tapasztalatairól. Elsőként hozott hírt a keleti magyarokról, akik közül néhánnyal találkozott a Kaukázus környékén. Ottó tehát közvetlenül előkészítette Julianus barát első útját.
A keresztény Magyarok Történetében azt találták, hogy van egy másik, Nagyobb Magyarország 

## Első útja (1235-1236)
Julianus negyedmagával indult útnak 1235. május elején az Esztergom melletti Újfaluból Konstantinápoly felé. Ott hajóra szálltak, áthajóztak a Fekete-tengeren, és valószínűleg a mai Tamanynál kötöttek ki. 

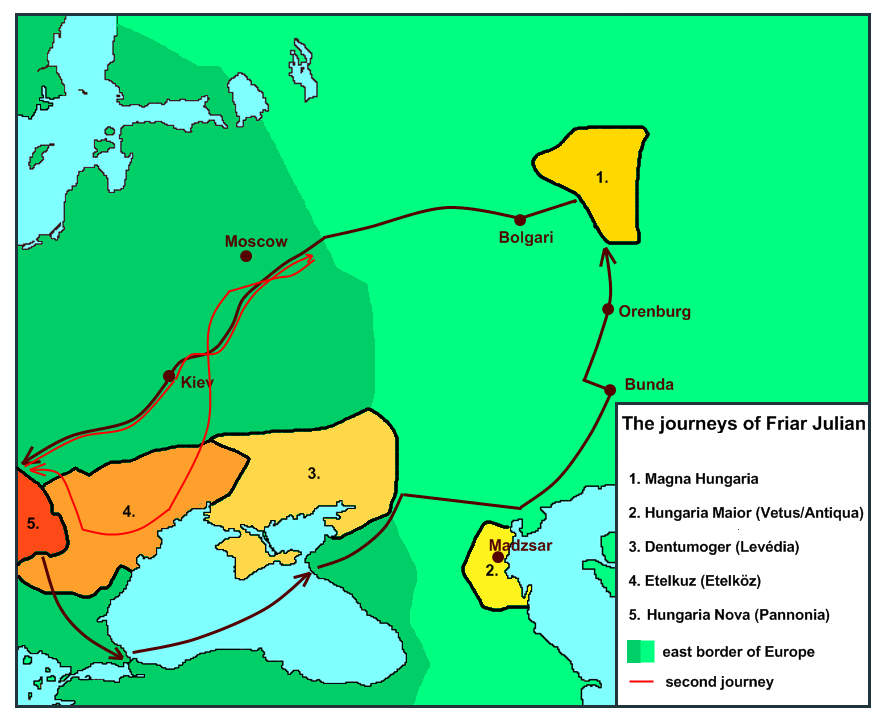
Julianus útjai

Innen kelet felé vették útjukat, és eljutottak Torgikánba, az alánok városába, ahol fél évig tartózkodtak, de nem találtak magyarokat.  A helyzetük nem lehetett valami rózsás, mert a négy szerzetes közül kettő feladta a küzdelmet, és visszaindultak Magyarországra. Julianus Gerhardusszal maradt, akivel északi irányba indultak el, 37 napot gyalogoltak sivatagos területeken keresztül, míg egy Bunda nevű iszlám városba nem értek. Itt Gerhardus meghalt. Julianus egyedül folytatta útját; a túlélés érdekében egy muzulmán pap szolgálatába állt, és annak kísérőjeként jutott el Volgai Bolgárországba (kb. a Volga-Káma-Bjelája-Ural folyók által határolt terület). „Annak az országnak egyik városában, amely – mint mondják – ötvenezer harcost tud kiállítani, a barát egy magyar asszonyra akadt, akit éppen arról a földről adtak férjhez erre a tájra, amelyet ő keresett. Ez (az asszony) megmagyarázta a barátnak, milyen úton kell mennie s azt állította, hogy két napi járóföldre kétségtelenül megtalálja azokat a magyarokat, akiket keres.” Az asszony útmutatásai alapján Julianus folytatta útját, és ráakadt az őshazában (Magna Hungaria) maradt magyarokra. Az elválás óta eltelt több száz év ellenére megértette nyelvüket. Itt olyan híreket szerzett, hogy a keleten lakó mongolok megtámadni készülnek Európát. Hazatérve beszámolt tapasztalatairól IV. Béla királynak.
Julianus élményeit az őshazabeli magyarokról és az ottani állapotokról – némi elfogultsággal – Richardus barát jegyezte le (Relatio fratris Ricardi, Riccardus-jelentés), és küldte el Rómába:

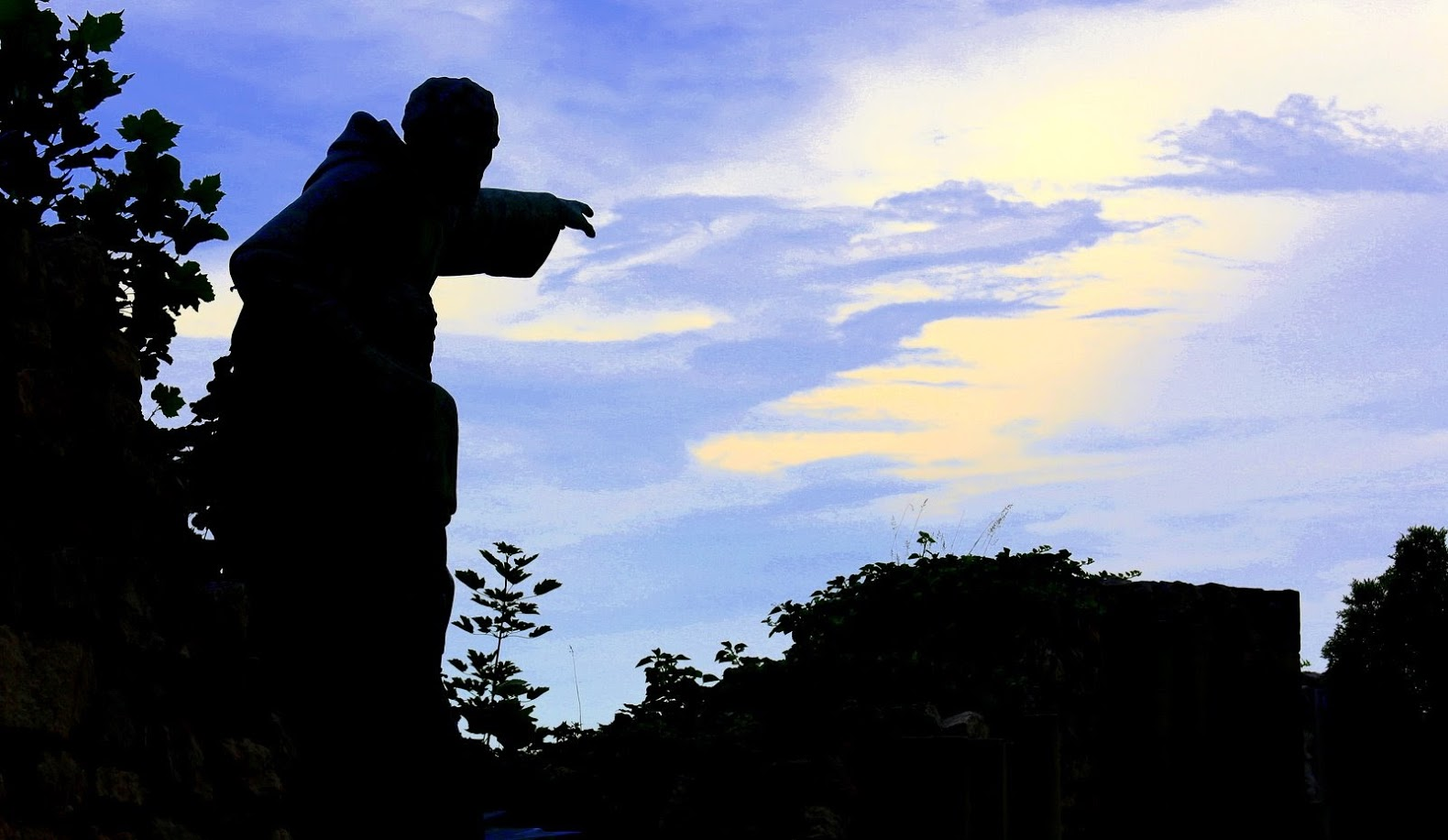
A Julianus szoboralak karjával az őshaza felé mutat, Halászbástya, Budapest

„Pogányok. Istenről semmi fogalmuk sincs, de bálványokat sem imádnak, hanem úgy élnek, mint a vad állatok. Földet nem művelnek, ló-, farkas- és efféle húst esznek, lótejet [kumiszt, azaz erjesztett kancatejet] és vért isznak. Lóban, fegyverben bővelkednek s a hadakozásokban nagyon vitézek. A régiek hagyományaiból tudják, hogy azok a magyarok tőlük származtak, de hogy (most) hol laknak, nem tudták. A tatár nemzet szomszédos velük. Mikor ezek a tatárok hadakoztak velük, nem tudták leverni őket az ütközetben, sőt az első csatában (a magyarok) verték meg azokat. Ezért is szövetséges társaikká választották őket és így egyesülve tizenöt országot egészen elpusztítottak. A magyarok földjén találkozott a nevezett barát tatárokkal, sőt a tatár fejedelem követével (is). Ez magyarul, oroszul, kúnul, németül, bolgárul és tatárul beszélt, ugyancsak ez mondta, hogy a tatár sereg, amely akkor öt napi járóföldre volt tőlük, Németország ellen akar vonulni, csak egy másik seregre várakoznak, amelyet a fejedelem a perzsák elpusztítására küldött ki. Ugyanő mondta azt is, hogy a tatárok földjén van egy nagyszámú nép, minden emberi fajnál nagyobb és magasabb s olyan nagyfejű, hogy fejük – látszatra – egyáltalán nem is illik testükhöz. Ez a nemzet ki akar törni országából és hadakozni szándékozik mindazok ellen, akik ellenük akarnak szegülni s el akarnak pusztítani minden országot, amelyet csak meghódíthatnak.”
Julianus kevesebb, mint egy hónapot töltött Magna Hungariában, de ez alatt az idő alatt is bizonyára sok tapasztalatot összegyűjtött és nagy vendégszeretetnek örvendett. Gyors hazatérésének okát páter Richardus így írta le: „egyrészt azért, mert ha azok a pogány országok s a rutének földje, amelyek a keresztény- és ezen magyarok közé esnek, meghallanák, hogy emezeket is a katolikus hitre térítik, nem vennék (ezt) szívesen és a jövőben minden utat elzárnának: attól tartván, ha sikerülne ezeket amazokkal a kereszténység által összekapcsolni, valamennyi közbeeső országot meghódítanák. Másrészt (meg) azért, mert meggondolta, ha ő rövid időn belül meg találna halni, vagy elbetegesednék, munkája füstbe menne, minthogy sem egyedül nem boldogulhatna közöttük, sem a magyarországi barátok nem tudhatnák, hol van ez a nemzet.”.
Julianus nem Konstantinápolyon keresztül tért haza, hanem 1236. június 21-én indult és az ottani magyarok által leírt, a kijevi kereskedők által is használt rövidebb utat választva Rutén- és Lengyelföldön átkelve 1236. december 27-én érkezett vissza Magyarországra.

## Második útja (1237)

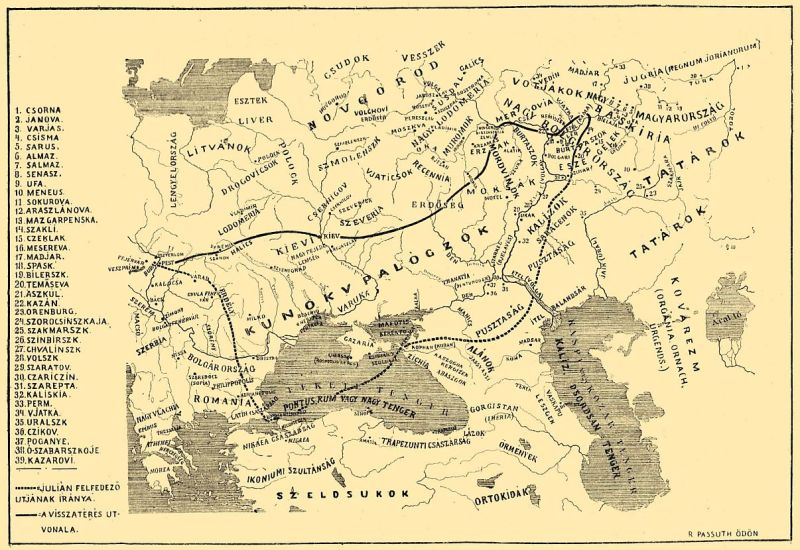
Julianus barát útjának térképe

A volgai bolgár főurak nem tudtak egységbe tömörülni, és 1236 őszén vereséget szenvedtek Batu kán és hadvezére, Szubotáj kb. 130 000 fős seregétől (Bilär, Bolgár, Szuár, Szükätaul és egyéb erődítmények bevétele). A lakókat megölték vagy rabszolgasorba hajtották. Volgai Bolgárország, majd a későbbi Arany Horda (Dzsocsi Ulusza) része lett.
Nagy-Bolgárország nagy és hatalmas ország, melynek gazdag városai vannak, de mindnyájan pogányok… A régiek hagyományaiból tudják, hogy ezek a magyarok tőlük származnak…
Julianus barát 1237-ben megpróbált visszatérni az általa Magna Hungarianak nevezett magyar őshazába, de csak Moszkvától valamivel keletebbre jutott, mert előző úti céljának területét a betörő mongolok közben elpusztították (lásd: tatárjárás). Egy levéllel tért haza Batu kántól, amelyben a mongol kán feltétel nélküli megadásra szólította fel a magyar királyt.

## A csijaliki kultúra
A legújabb kutatások a csijaliki kultúrában találták meg a keleten maradt magyarok régészeti örökségét. A ma elfogadott értelmezés szerint Julianus a kor egyik jelentős településétől, Biljar városától két napi járóföldre (30–60 km), a Káma partján bukkant rá a keleti magyarokra . Csisztopol városa pontosan ebben a mikrorégióban fekszik, ahol egy magyar őstörténet
szempontjából különösen fontos sírfeliratot találtak tatárföldi kutatók. A Julianus barát után két nemzedékkel élt Iszmáíl bin Madzsar Redzseb férfi nevében, az apa nevének jelzője egyértelműen népnevünkre utal. Ugyanebben a mikrorégióban található Uyelgi mellett a keleti magyarok másik ikonikus temetője, Bolsije Tyigani .

## Julianus mint pápai kém?
A Magyar Nemzet 2002. március 23-ai számában Obrusánszky Borbála orientalista „Megtalálta-e a magyarokat Julianus barát?” című írásában azt írja, hogy a magyar történészek elfogadják a Riccardus-jelentést, bár ő hiányolja Julianus beszámolóinak magyarokra vonatkozó részéből a konkrétumokat, majd a következőket írja:
„Julianus barát minden valószínűség szerint nem a magyarok felkutatására, hanem más célból indult el kelet felé. Valószínűleg – ahogyan a második jelentése is mutatja – egy új birodalomról, a mongolról próbált meg információkat szerezni feltehetően a pápai állam számára. A nyugat-európai udvarokat és a pápaságot ugyanis nagyon foglalkoztatta az 1220-as évektől Európa határvidékein megjelent új nép, hatalmas birodalom, amely keleten legyőzte a mohamedánokat, ezért a keresztény uralkodók megpróbáltak vele kapcsolatot létesíteni, hogy a mongol uralkodókat rávegyék egy közös szentföldi hadjárat indítására. A Julianus-kérdés tisztázása a megfelelő források hiányában nehézkes: nem tudni, milyen információkkal látta el királyát, IV. Bélát, valamint IX. Gergely pápát. A tatárokról szerzett értesüléseinek megörökítése viszont fontos forrásul szolgál a mongolok történetét kutatók számára.”
Erdélyi István szerint is: „Mielőtt Julianus és három szerzetestársa elindult kelet felé, találkozott a kereskedőként utazó Ottó baráttal, aki közvetlenül előttük már megkísérelte megtalálni a távolban maradt magyar népcsoport leszármazottait. Julianus barát, három társával, nem a magyar őshazát vagy Magna Hungariát ment felfedezni, hanem térítőútra vállalkozott.”
Mindemellett tény, hogy Julianus beszámolóiban nagy figyelmet szentelt a keleti magyaroknak, és nem szorítkozott a tatárok katonai potenciáljának leírására. Útvonalát is úgy választotta meg, hogy Magna Hungariába jusson. Egy profi kém valószínűleg kereskedőnek álcázva magát egyenesen a Mongol Birodalom központja felé vette volna útját, mint ahogy tették ezt a Julianust követő nyugat-európai követek (Plano Carpini) és misszionáriusok (Rubruk Wilhellmus).

## Jelentősége
Julianus barát hiteles tudósításai alapján, elsőként Riccardus fráter jelentéséből a pápa is megismerhette a tatárok készülődéséről szóló híreket és közvetve a nyugat-európai uralkodók is tudomást szerezhettek róla:
A magyaroknak ezen a földjén az említett barát (Julianus) találkozott tatárokkal és a tatár vezér követével, aki beszélt magyarul, oroszul, kunul, németül, szaracénul és tatárul. Ő azt mondta, hogy a tatár sereg, amely ide ötnapi járóföldre helyezkedett el, Németország ellen készül menni, de várnak egy másik sereget, amelyet a perzsák legyőzésére küldtek. .…
Tapasztalatait más európai utazók is felhasználták, többek között Giovanni da Pian del Carpine, aki kísérői (Benedictus Polonus, C. de Bridia és a cseh Ceslaus) egy részével 1245-47-ben pápai követként utazott Güjük mongol nagykánhoz; Ascelin 1247-ben, André de Longjumeau 1248-ban, majd 1253-1254-ben Rubruki Willelmus ferences barát a Szentföldön keresztes háborút vívó IX. Lajos francia király követeként járt Möngke nagykán karakorumi udvarában.

## Emlékezete
Julianus barát életéről Kodolányi János írt regényt Julianus barát címmel 1938-ban, Koltay Gábor pedig magyar–olasz koprodukciós filmet rendezett 1991-ben (ez javarészt Kodolányi regényének feldolgozása). A könnyűzenében Varga Miklós örökítette meg a barátot, a Fehérlófia c. dalban, amely a Koltai filmjéhez készült zene része (Varga Miklós: Magyar ballada, tr. 3 / Kormorán – Koltai Gergely: Julianus, B7).
A következő településeken neveztek el róla utcát: 
- Budapest (IV. kerület)
- Esztergom
- Mátraszentlászló
- Mátraszentimre
- Szada
- Veresegyház

Julianus-kilátó (Nagymaros, Hegyes-tető).
1937-ben Antal Károly bronzszobrot készített Julianus barátról és Gellértről. Ez eredetileg a budai várban lévő Halászbástya északnyugati tornya mellett állt. 1976-ban a Hilton szálló építésekor került az egykori domonkos rendi templom apszisára.